# München Mord: Wir sind die Neuen
Wir sind die Neuen ist ein deutscher Fernsehfilm von Urs Egger aus dem Jahr 2013. Es handelt sich um die erste Folge der Kriminalfilmreihe München Mord mit Bernadette Heerwagen, Alexander Held und Marcus Mittermeier in den Hauptrollen. Die Premiere erfolgte am 3. Juli 2013 beim Filmfest München.

## Handlung
Der ehemalige Chef der Münchener Mordkommission, Ludwig Schaller, wird als Chef eines neuen Teams eingesetzt. Dieses soll den Angehörigen und der Presse mitteilen, dass ein Fall polizeilich abgeschlossen ist und die Ermittlungen eingestellt wurden. Schaller ist davon wenig begeistert, zumal er als Mitarbeiter zwei sehr fragliche Kandidaten an die Seite gestellt bekommt. Hauptkommissar Harald Neuhauser ist als sehr verwegener Polizist bekannt, der im privaten Bereich aber immer wieder Probleme macht, die kein gutes Licht auf die Polizei werfen. Daher wird er in diese neue Abteilung „abgeschoben“. Seine junge Kollegin Angelika Flierl ist eine frisch ausgebildete Kommissarin und Nichte des Polizeipräsidenten. Sie braucht noch etwas Praxiserfahrung und soll die in diesem neuen Team bekommen.
Ihr erster Fall führt Neuhauser und Flierl in eine kleine Gemeinde in der Nähe von München. Hier sollen sie Laura Lancelotti beibringen, dass die Ermittlungen rund um den vermeintlichen Tod ihres Mannes eingestellt werden. Bei der örtlichen Polizei gilt diese Frau als Querulantin, weil sie fest behauptet, dass ihr Mann ermordet wurde. Doch gegen diese These sprechen alle Indizien.
Den Ermittlern tut die Frau in ihrer Verzweiflung leid, daher bleiben sie an dem Fall dran und nehmen zuerst Kontakt zum örtlichen Polizeirevier auf. Aufgrund der überprüften Handykontakte ist man sich hier sicher, dass sich Fabian Lancelotti nach Italien „abgesetzt“ hat. Dennoch finden Neuhauser und Flierl bei den Aussagen der Polizei einige Ungereimtheiten. Um die Wahrheit zu erfahren, mischt sich Flierl unter die Dorfpolizisten, die sich zum Feierabend regelmäßig in ihrer Stammkneipe treffen. So erfährt sie, dass man davon überzeugt ist, dass sich Fabian Lancelotti mit der italienischen Mafia eingelassen hat. So hätte er einen nagelneuen Jaguar gefahren und ein „Monstrum“ von Haus gekauft. Wenn „so einer“ urplötzlich verschwindet, kann dies nur mit der Mafia zu tun haben. Teamchef Schaller kann aber über einen inhaftierten Mafiachef in Erfahrung bringen, dass ein Lancelotti nicht für seine Organisation arbeite. So versuchen Neuhauser und Flierl, das Verschwinden von Fabian Lancelotti vollständig zu rekonstruieren. Nach Neuhausers Theorie ist der Gesuchte möglicherweise im Dorf ermordet worden. Als „Zugereister“ hatte er hier keinen guten Stand, dennoch findet sich kein rechtes Motiv. Als Schaller diesbezüglich mit Laura Lancelotti sprechen will, wird sie tot in der Badewanne vorgefunden. Die örtliche Polizei gibt Neuhauser und Flierl die Schuld, dass sie die Frau mit ihren Fragen in den Tod getrieben hätten. Schaller sieht das anders und will den Fall lösen, ehe die eigentliche Kriminalabteilung zu ermitteln beginnt. Anhand der Aussagen von Laura Lancelotti rekonstruieren sie den Tag des Verschwindens ihres Mannes. Dabei kommen sie dahinter, dass Lancelotti seinen teuren Wagen verkaufen wollte, weil er aufgrund seines Lebensstils etwas in Geldnot geraten war. Somit nehmen sie den örtlichen Autohändler Toni Bernlocher ins Visier. Bei der Befragung beginnt dieser plötzlich, die Beamten anzugreifen und verletzt Neuhauser lebensgefährlich. Während Flierl ihn umgehend in eine Klinik bringt, treffen die alarmierten Polizeibeamten des Dorfes ein. Diese schießen sofort und Toni Bernlocher wird tödlich getroffen.
Letztendlich stellt sich heraus, dass Toni Bernlocher sein Leben lang unter seinem erfolgreichen Bruder gelitten hatte. Als Lancelotti ihm seinen Jaguar zum Kauf anbot, wollte er diesen unbedingt haben. Wissend, dieses teure Modell gar nicht bezahlen zu können, plante er, den Besitzer umzubringen. Nach erfolgter Tat wuchs ihm das Ganze jedoch über den Kopf und er wurde panisch. Er bat seinen Bruder Gustav Bernlocher, ihm zu helfen. Dieser entsorgte die Leiche samt Auto über seinen Biobetrieb, sodass sie nie gefunden werden konnte. Lediglich nichtverrottbare Autoteile können von der Polizei in der Kompostieranlage nachgewiesen werden.

## Rezeption

### Einschaltquoten
Die Erstausstrahlung am 29. März 2014 im ZDF wurde von 6,75 Millionen Zuschauer verfolgt, was einem Marktanteil von 22,2 % entspricht. Von den jüngeren Zuschauern entschieden sich 11,1 Prozent für den Film Wir sind die Neuen.

### Kritiken
Rainer Tittelbach von tittelbach.tv zieht folgendes Urteil zu dieser Folge: „München Mord beweist, ‚a bisserl was geht immer (noch)‘ im vermeintlich auserzählten deutschen Ermittlerkrimi.“ Zudem findet er: „Wir sind die Neuen von Adolph & Wehrum erinnert nicht umsonst an die vielschichtige Freude, die man auch bei der ZDF-Reihe ‚Unter Verdacht‘ haben kann.“

### Auszeichnungen und Nominierungen
Bernadette Heerwagen war für ihre Darstellung für den Deutschen Schauspielerpreis 2015 in der Kategorie Beste Schauspielerin in einer komödiantischen Rolle nominiert.

## Trivia
- München Mord: Wir sind die Neuen war der letzte Film für Kameramann Martin Kukula, der nach schwerer Krankheit im November 2013 verstarb.[4]